# Tasilo II. Bavarski
Tasilo II. je bil približno od leta 716 do 719 sovladar Vojvodine Bavarske, *  ni znano, † okoli 719.
Bil je (verjetno) tretji sin vojvode Teoda Bavarskega in Folhaide. Teodo je za sovladarja imenoval starejša sinova Teodberta (702) in Teobalda (711) in  malo pred letom 715 razdelil svojo vojvodino med štiri sinove. Po njegovi smrti, verjetno leta 716, je delitev postala veljavna. Iz znanih virov ni razvidno ali je bila delitev ozemeljska, kot pri Merovingih, ali je šlo za sovladanje, kot kasneje pri knezih Beneventa in Kapue. Če je šlo za ozemeljsko delitev, so meje potekale verjetno po mejah škofij, ki jih je ustanovil Teodo. V tem primeru je Tasilo vladal v škofiji Passau s prestolnico z enakim imenom. 
Kmalu po očetovi smrti je med brati izbruhnila vojna, o kateri je malo znanega.  Enako velja tudi za Tasilovo vladanje. Njegov obstoj je potrjen v Salzburškem kodeksu  (Salzburger Verbrüderungsbuch). Tasilo naj ne bi bil poročen, vendar se domneva, da je bila Teobaldova žena Valdrada v resnici Tasilova žena. Po drugih podatkih naj bi bil poročen z Imo (umrla okoli 750), s katero je imel sina Grimoalda in hčerko Svanahildo, drugo ženo frankovskega majordoma Karla Martela. 
Tasilo in brata Teodbert in Teobald so umrli okoli leta 719. Po njihovi smrti je oblast na Bavarskem prevzel četrti, še živi brat Grimoald.